# Leptogaster lerneri
Leptogaster lerneri är en tvåvingeart som beskrevs av Charles Howard Curran 1953. Leptogaster lerneri ingår i släktet Leptogaster och familjen rovflugor. Inga underarter finns listade i Catalogue of Life.